# Tatsuhiko Seta
Tatsuhiko Seta (født 25. januar 1952) er en japansk fodboldspiller.

## Japans fodboldlandshold
| Japans landshold | Japans landshold | Japans landshold |
| År               | Kmp              | Mål              |
| ---------------- | ---------------- | ---------------- |
| 1973             | 2                | 0                |
| 1974             | 3                | 0                |
| 1975             | 5                | 0                |
| 1976             | 14               | 0                |
| 1977             | 0                | 0                |
| 1978             | 0                | 0                |
| 1979             | 0                | 0                |
| 1980             | 1                | 0                |
| Total            | 25               | 0                |